# Urban Programme (1968)
Urban Programme – brytyjski program rządowy uruchomiony w 1968 w odpowiedzi na rosnący niepokój o deficyty i braki występujące w przestrzeniach miejskich, narastające ubóstwo oraz zagrożenia imigracyjne. W dużym stopniu nastawiony był na walkę z rasizmem i bezrobociem.

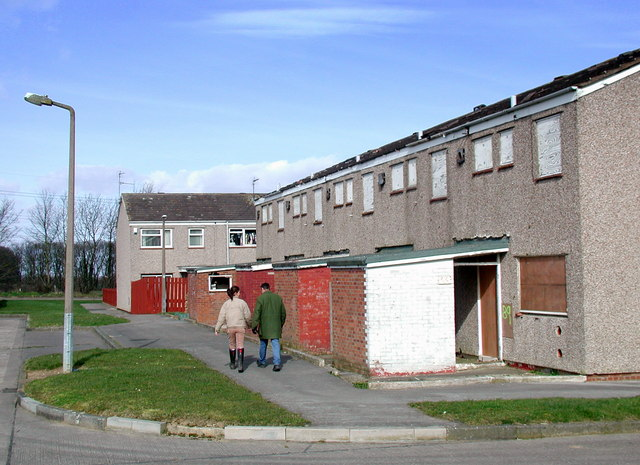
Aberdovey Close, North Bransholme. Osiedle Bransholme zostało zbudowane w latach 1965–1983 przez radę miejską Hull w ramach programu odnowy slumsów i ich przebudowy, a North Bransholme rozwijało się od około 1975. Zbudowano je częściowo na gruntach przekazanych miastu z sąsiednich parafii Wawne i Sutton w 1968. Bransholme po ukończeniu miało około 9000 domów, z których 2500 było w North Bransholme. Do lat 90. XX wieku North Bransholme zostało sklasyfikowane jako obszar deprywacji społecznej. W okolicy wiele domów ma okna i drzwi zabite deskami. Niektóre bloki są odnawiane, podczas gdy inne są burzone, tworząc większe zielone przestrzenie między pozostałymi

Program wywarł duży wpływ na rozwój społeczności lokalnych i był pierwszym w Wielkiej Brytanii tego rodzaju kompleksowym rozwiązaniem o zasięgu krajowym. Polegał na udzielaniu grantów dla władz lokalnych (do 75% kosztów inwestycji) z przeznaczeniem na poprawę takich dziedzin jak: edukacja, mieszkalnictwo czy pomoc społeczna na terenach najbardziej doświadczonych degradacją, jak np. enklawy biedy. Skuteczność programu była jednak niewielka, ponieważ główne źródło problemów najbardziej zagrożonych dzielnic leżało poza nimi i wynikało z niewłaściwego funkcjonowania struktur ekonomicznych, społecznych i politycznych o charakterze zewnętrznym. Wykazano to w White Paper on the Inner Cities z 1977. Brak sukcesów skłonił rząd brytyjski do przyjęcia w 1978 Inner Urban Areas Act, na mocy którego powołano partnerstwa pomiędzy rządem centralnym a władzami lokalnymi.